# Carla Hollak
Carolina Elisabeth Maria (Carla) Hollak (21 november 1962) is hoogleraar Metabole ziekten aan de Universiteit van Amsterdam. Zij is gespecialiseerd in de erfelijke stofwisselingsziekten.

## Biografie
Hollak studeerde geneeskunde aan de UvA en werd tussen 1988 en 1996 opgeleid tot internist bij het AMC in Amsterdam. Zij promoveerde gelijktijdig op een proefschrift over ziekte van Gaucher. Zij werkte tot 2005 als internist bij de afdeling Hematologie van het AMC. In dat jaar begon zij bij de afdeling Endocrinologie en Metabolisme. Sinds 2002 is Hollak hoofd van de kliniek lysosomale stapelingsziekten voor volwassen patiënten. In 2008 werd zij hoogleraar aan de Universiteit van Amsterdam. Haar oratie had als titel Dr. Pangloss en de geneeskunde.
In 2018 won de onderzoeksgroep van Carla Hollak voor haar onderzoek naar geïndividualiseerde behandeling van de ziekte van Fabry de ZonMw Parel.
In 2019 won ze de Huibregtsenprijs voor haar baanbrekende onderzoek 'Medicijn voor de maatschappij'.

## Nevenfuncties
Hollak is in 2018 penningmeester van de European Study Group on Lysosomal Diseases. Zij neemt in 2010 deel aan de European Working Group on Gaucher Disease. In 2018 is zij de Nederlandse vertegenwoordiger in de Adult Metabolic Group at the Society for the Study of Inborn Errors of Metabolism (SSIEM). Ook is zij editor voor het Journal of Inherited Metabolic Diseases.

## Actie tegen Leadiant Biosciences
Hollak sprak zich in 2015 al uit tegen het systeem dat bestaat voor de ontwikkeling van geneesmiddelen tegen zeldzame ziekten. Dat systeem is volgens haar niet in het belang is van de patiënten, artsen en wetenschappers, alleen in het belang van farmaceutische bedrijven. Enkele jaren later ging zij over tot actie, nadat het Italiaanse farmaceutische bedrijf Leadiant Biosciences in 2017 had aangekondigd dat zij de prijs van het medicijn CDCA (Chenodeoxycholzuur) met een factor vijf zouden laten stijgen. Dit kon het bedrijf doen na het geneesmiddel als weesgeneesmiddel te registreren. Dit medicijn wordt onder andere gebruikt voor de behandeling van stofwisselingsziekte Cerebrotendineuze xanthomatose (CTX). Daarmee zouden de kosten voor behandeling stijgen tot € 200.000 per jaar. Zorgverzekeraars wilden het medicijn daarop niet meer vergoeden. Volgens de toenmalige minister van Volksgezondheid Hugo de Jonge maakte Leadiant hiermee misbruik van de regelgeving. Hollak besloot om het medicijn samen met apotheker Marleen Kemper voortaan zelf te gaan maken. In 2018 kan elke patiënt in Nederland het medicijn op recept verkrijgen, waarmee de kosten van de behandeling € 25.000 per jaar bedragen. Hollak wil met deze actie een duidelijk signaal afgeven aan de farmaceutische industrie.

## Privé
Carla Hollak is de dochter van Jan Hollak, filosoof en Door Nuse, fysiotherapeut. Zij heeft 2 zussen: Petra Hollak (1961), redacteur en vertaler en Rosan Hollak, (1971) schrijfster en redacteur bij NRC Handelsblad.